# Lista över platser i Narnia-böckerna

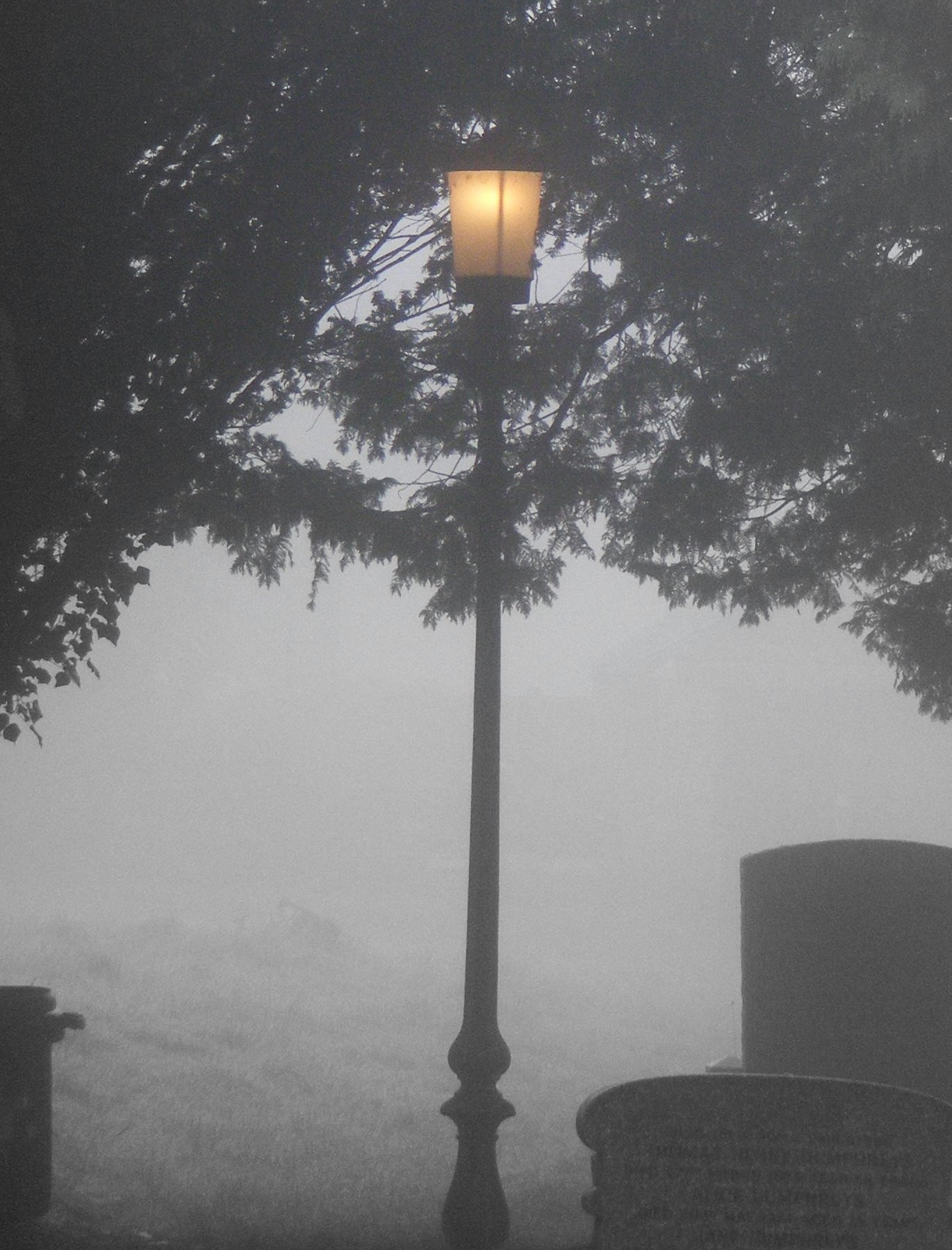
En lyktstolpe som föreställer lyktstolpen i Lyktskogen

Lista över platser i Narnia-böckerna innehåller geografiska platser i C.S. Lewis böcker om landet Narnia.

## Platser i Narnia

### Paravel
Det är Narnias huvudstad. Inne i slottet Paravel finns det fyra troner. Det är kung Peter, drottning Susans, kung Edmunds och drottning Lucys troner. I boken Caspian, prins av Narnia blir Caspian kung över Paravel sedanare hans son Rillian osv. I boken den sista striden är Tirian kung över Narnia.

### Stenbordet (Aslans kulle)
Det är där som Vita Häxan avrättar Aslan när han offrar sig att dö i Edmunds ställe. Morgonen efter rämnar dock stenbordet och Aslan återuppstår och räddar Narnia. Det är också där det stora slaget står mellan Caspians armé och telmarinena, där träden kommer till undsättning. I Caspian, prins av Narnia heter den Aslans kulle. Det är en helig plats för narnier.

### Lyktskogen
Det är den skogen som syskonen Pevensie kommer in i första gången de är i Narnia. Mitt i skogen står den lykstolpe, som Vita Häxan bröt loss från London i boken Min morbror trollkarlen. I skogen bor också faunen Tumnus. 

### Vita Häxans slott
Det är där Vita Häxan har sin residens i boken Häxan och lejonet. På gården står en massa statyer av olika varelser som hon har förstenat. Maugrim (chefen för Vita Häxans hemliga polis) vaktar vägen in i slottet.

### Beruna
I Häxan och lejonet en äng som används som slagfält mellan Aslans och Vita Häxans arméer, i Caspian, prins av Narnia en stad på samma plats.

### Dansen äng
Det är där som Caspian dansar med faunerna.

### Striddel
Flod vid Narnias norra gräns. På den narniska sidan Striddel finns det ett träsk där det bor ett slags varelser som kallas för slingerbultar. Dessa är relativt människoliknande, mycket pessimistiska och lever på fiske; en slingerbult vid namn Surpöl spelar en viktig roll i Silvertronen. Norr om Striddel finns Ettings hed.

## Platser i Calormen
Calormen är ett land beläget söder om Narnia (eller närmare bestämt söder om öknen söder om Arkenland söder om Narnia). Huvudstaden heter Tashban och landet styrs av en Tisrock (ibland används Tisrock som ett namn, men det verkar vara en titel). Calormenerna tillber flera gudar, men främst guden Tash som har fyra armar och fågelhuvud. Han kräver människooffer. Calormen nämns i böckerna Kung Caspian och skeppet Gryningen, Hästen och hans pojke och Den sista striden.

### Tashban
Calormens huvudstad. Är en stor stad omgiven av en vallgrav. Där bor Tisrock, härskare över Calormen. Där finns också ett stort tempel tillägnat guden Tash.

### Tehishban
En stad i Calormen, som vid tiden för Den sista striden regeras av Tarkan Harfa, vars sjunde son Emet är med i invasionsarmén som skall erövra Narnia och utmärker sig genom att vilja se Tash. Eftersom handlingen utspelar sig i Narnia får man just inte veta mer om Tehishban.

### Azim Balda
En stad i Calormen. Flera vägar korsas i Azim Balda och det spelar en viktig roll för postgången i Calormen under den tid som skildras i Hästen och hans pojke.

### Calavar
En provins i södra Calormen, av allt att döma stor eller på annat sätt betydelsefull eftersom härskarna där har hög status. Aravis i Hästen och hans pojke kommer därifrån. Det finns skog i Calavar, medan norra Calormen tycks ha ett mer ökenartat landskap.

### Mesril
En sjö som nämns i Hästen och hans pojke. Vid sjön finns ett stort palats.

### Zulindreh
Här stod ett slag som hästen Bri deltog i under sin herre Anradin.

## Arkenland
Arkenland eller Archenland, som det ibland stavas, är ett land som ligger mittemellan Narnia och den stora öknen, som i sin tur angränsar till Calormen. Det är hit som Shasta och den talande hästen Bri flyr till i boken Hästen och hans pojke, efter att Shasta varit nära att bli såld till Bris elake herre Anradin. Arkenland har mycket skog och ligger på en bergskedja och är rena himmelriket för dem som rest från Calormen genom öknen bland annat på grund av floden som ligger just vid porten in till landet. Här regerar kung Lun i Hästen och hans pojke.

### Anvard
Anvard är det slott där Arkenlands kungar bor. 
Pirfjällen
Pirfjällen är ett stort berg med två stycken toppar. I hästen och hans pojke besegrar prins Corin en stor björn ,som övergått till vild natur, just på det berget. 

## Andra platser

### Charn
Ett imperium i en annan värld, som Vita Häxan Jadis kommer ifrån. Hon var drottning där men ödelade landet när hon höll på att förlora ett inbördeskrig, genom ett slags mäktig magi: "det ödesdigra ordet" som Charns kungar och drottningar länge hade känt till att det kunde förinta Charn. Alla gamla kungar och drottningar i Charn sades ha jätteblod i sina ådror. Charn beskrivs i Min morbror trollkarlen.

### Skogen mellan världarna
En magisk plats som man kan ta sig till och från med hjälp av magiska ringar och som dominerar handlingen i Min morbror trollkarlen. Världarna symboliseras i skogen av en lång rad dammar, en för varje värld.

### Telmar
Det är landet där telmarinerna levde innan de erövrade Narnia. De övergav Telmar när det blev hungersnöd. Telmarinerna kom ursprungligen från vår värld, och var pirater. Där hittade de en grotta på en ö, som hade en portal som ledde till landet Narnia.

### Ensliga öarna
Ett örike som lyder under Narnia, ligger en bra bit öster om Narnia.

### Sjuöarna
Ett örike med sju öar. Lyder under Narnia.
Huvudorten heter Rödhamn.

### Ramandus ö
En ö nära världens östra ände (världen som Narnia ligger i är platt). Där bor Ramandu, som ser ut som en gammal man med silverfärgat skägg men i själva verket är en stjärna som har lyst över Narnias himmel. På Ramandus ö finns ett bord som dukas vid varje solnedgång åt sjöfarare. Där förvaras även stenkniven som Vita Häxan dödade Aslan med för länge sedan. Ramandu och hans dotter sjunger en hymn vid soluppgången varje morgon, och vita fåglar kommer och äter upp all mat som inte eventuella sjöfarare redan har ätit upp. Ramandus ö beskrivs i Kung Caspian och skeppet Gryningen.

### De öde Nordanlanden
Begreppet Nordanlanden används i Hästen och hans pojke som samlingsbeteckning för Narnia och Arkenland, men här avses länderna norr om Narnia, som framför allt beskrivs i Silvertronen.

#### Ettings hed
Landet norr om floden Striddel. En karg ödemark där det bor korkade jättar.

#### Harfång
Ett slott norr om Ettings hed där det bor människoätande jättar. Jättarna i Harfång är mycket gästfria mot sin tänkta mat innan de dödar och lagar till den, och uppfattas snarast som snälla men besvärligt daltande föräldragestalter innan huvudpersonerna i Silvertronen upptäcker deras kokbok.